# 法光院晶一
法光院 晶一（ほうこういん しょういち、1951年（昭和26年）1月3日 - ）は、日本の政治家。元高知県香美市長（2期）。

## 来歴
高知県大川村生まれ。1973年（昭和48年）3月、専修大学経済学部卒業。日本図書販売に就職した翌年、高知県に戻り、物部村役場に入庁。
2006年（平成18年）3月1日、物部村は土佐山田町、香北町と新設合併し、香美市が発足する。2008年（平成20年）、香美市役所の総務課長に就任。
2014年（平成26年）3月23日に行われた香美市長選挙に自由民主党・公明党の推薦を受けて出馬。元市議の笹岡優、元県議の黒岩直良、元市議の有元和哉らを破り初当選した。4月9日、市長就任。選挙の結果は以下のとおり。
※当日有権者数：23,070人 最終投票率：59.32%（前回比：pts）
| 候補者名   | 年齢 | 所属党派 | 新旧別 | 得票数  | 得票率 | 推薦・支持             |
| ---------- | ---- | -------- | ------ | ------- | ------ | ---------------------- |
| 法光院晶一 | 63   | 無所属   | 新     | 4,919票 | 36.29% | （推薦）自民党・公明党 |
| 笹岡優     | 62   | 無所属   | 新     | 3,433票 | 25.33% | （推薦）日本共産党     |
| 黒岩直良   | 68   | 無所属   | 新     | 3,010票 | 22.20% |                        |
| 有元和哉   | 34   | 無所属   | 新     | 2,193票 | 16.18% |                        |

2018年（平成30年）3月、無投票により再選。
2022年（令和4年）3月27日投開票の市長選挙で元県議の依光晃一郎に敗れて落選した。